# Le Souffle au cœur
Cet article possède un paronyme, voir Souffle cardiaque.
« Laurent Chevalier » redirige ici. Pour l’article homophone, voir Laurent Chevallier.
Pour plus de détails, voir Fiche technique et Distribution.
Le Souffle au cœur est un film français réalisé par Louis Malle, sorti en 1971.

## Synopsis
Dans les années 1950, Laurent vit la vie d'un adolescent de 14 ans dans une famille bourgeoise dijonnaise, il est élève d'un collège religieux et participe à un groupe de scouts. Son père gynécologue est souvent absent et Laurent passe son temps à écouter du jazz et à chahuter avec ses frères de 16-17 ans qui le dévergondent. Son plus grand réconfort est sa mère, la seconde épouse de son père, une belle et jeune femme d'origine italienne, joyeuse mais désenchantée, dont il découvre qu'elle a un amant. Lorsque Laurent se voit atteint d'un souffle au cœur qui le pousse à aller en cure, sa relation ambivalente à sa mère devient dangereusement intime.

## Fiche technique
Sauf indication contraire, les informations mentionnées dans cette section peuvent être confirmées par la base de données cinématographiques Unifrance,  présente dans la section « Liens externes ».
- Titre original : Le Souffle au cœur
- Réalisation : Louis Malle
- Scénario : Louis Malle
- Photographie : Ricardo Aronovich
- Montage : Suzanne Baron
- Musique originale	: Gaston Freche
- Musique préexistante : Sidney Bechet Henri Renaud et Charlie Parker
- Son : Jean-Claude Laureux
- Producteurs : Vincent Malle et Claude Nedjar (pour Marianne Productions, France)
- Sociétés de production : Marianne Productions (France) ; Nouvelles Éditions de Films (NEF) (France) : Franz Seitz Filmproduktion (Allemagne) ; Vides Cinematografica (Italie)
- Sociétés de distribution : Cinema International Corporation (CIC) (France ; Medusa Distribuzione (Italie) ; Gala Film Distributors (Royaume-Uni) ; Continental Distributing (États-Unis)
- Pays de production :  France (majoritaire) -  Italie -  Allemagne de l'Ouest
- Langue de tournage : français
- Date de tournage : du 1er août 1970 au 27 octobre 1970
- Format : Couleur (Eastmancolor) — 35 mm — 1,66:1 — Son : Mono
- Genre : drame psychologique
- Durée : 109 minutes (1 h 49)
- Dates de sortie : 
  - France : 28 avril 1971
- Mention :
  - France : Interdit aux moins de 18 ans

## Distribution
- Benoît Ferreux : Laurent Chevalier
- Lea Massari : Clara Chevalier
- Daniel Gélin : Charles Chevalier, père de Laurent
- Michael Lonsdale [crédité « Michel Lonsdale » dans le générique du début] : Père Henri
- Fabien Ferreux : Thomas
- Marc Winocourt : Marc
- Ave Ninchi : Augusta
- Gila von Weitershausen : Freda, la jeune prostituée de la maison close
- Jacqueline Chauvaud : Hélène
- Corinne Kersten : Daphné
- Micheline Bona : la tante Claudine
- Henri Poirier : l'oncle Léonce
- Liliane Sorval : Fernande
- Bernadette Robert : Annie
- Isabelle Kloukowsky : Madeleine
- Huguette Faget : une mère
- Eric Walter : Michel
- René Bouloc : le garçon de café
- Jacques Sereys : le docteur

## Commentaires
À sa sortie, ce film suscite une grande polémique à cause de la relation incestueuse entre Laurent et sa mère, ainsi que les relations équivoques[pas clair] avec ses frères et un de ses jeunes copains. Louis Malle dépose un dossier d'avance sur recette qui est refusé par la Commission de contrôle des films cinématographiques. Il trouve finalement un financement auprès de la société de production Mariane Film, filiale de Paramount.
L'inceste n'est nullement condamné dans la narration, il s'instaure doucement, au fil des événements, et n'aboutit à aucun jugement moral, ce qui est une constante dans le cinéma de Louis Malle. L'inceste est ici le fruit d'un marivaudage aux allures innocentes.
Le film présente aussi une image décalée et surprenante de la bourgeoisie, très libérée sur le plan sexuel. La mère trompe allègrement son mari, avec l'approbation tardive de son fils cadet Laurent ; celui-ci se masturbe régulièrement, parfois avec son frère aîné qui l'emmène se faire dépuceler par une prostituée. Quant au prêtre de l'école de garçons fréquentée par Laurent, à la solide réputation de pédéraste, il est à deux doigts de violer le garçon après que ce dernier lui a confessé ses péchés.
On peut retrouver dans ce film des références utilisées dans d'autres films de Malle, dont Le Feu follet, notamment sur le suicide. En effet, ce thème ressort dans le film sous la forme d'anecdotes et de références à des auteurs ayant traité du sujet (René Crevel ou Albert Camus dans Le Mythe de Sisyphe).

## À noter
- Pour la première moitié du film, l'action du film se déroule à Dijon. Toutefois, les plans extérieurs du film dans cette première partie ont en fait été tournés à Versailles (quartier Saint-Louis et quartier de la place du Marché proche de la gare de Versailles - Rive Droite). La maison dans laquelle vivent Laurent et sa famille n'existe plus. Les scènes de la cure ont été tournées à la station thermale de Saint-Honoré-les-Bains.
- On pourrait situer l'action du film en 1954 (date d'ailleurs mentionnée par incrustation au tout début du film), car il y a une scène de manifestation contre la « sale guerre » d'Indochine, et lorsque Laurent écoute le Tour de France à la radio, il entend que Louison Bobet passe en tête au col de l'Izoard devant Federico Bahamontes, ce qui a lieu seulement en 1954. Mais on voit dans les rues des automobiles sorties après 1954, notamment une Simca Aronde P60 qui apparaît dans plusieurs plans, or ce modèle n'a été présenté qu'au Salon de l'auto de Paris d'octobre 1958 (modèle 59), ainsi que des Renault 4 (dites 4L) sur la place de l'église, modèle sorti en 1961, et même une Renault 12.
- Laurent et Thomas sont frères dans le film, ils le sont aussi dans la vie.
- On peut apercevoir dans le plan d'ouverture l'affiche du film L'Équipée sauvage.
- Le scénario du film, écrit par Louis Malle et dédié à Roger Nimier, est publié en 1971 dans la Collection Blanche de Gallimard.
- Laurent porte un slip kangourou en coton blanc. C'est la marque Éminence qui introduit ce slip en 1954.
- Laurent écoute l'arrivée du Tour de France sur un poste de radio portatif, très rare en 1954.